# Ectemnia invenusta
Ectemnia invenusta är en tvåvingeart som först beskrevs av Walker 1848.  Ectemnia invenusta ingår i släktet Ectemnia och familjen knott. Inga underarter finns listade i Catalogue of Life.